# Porcher Island
Porcher Island är en ö i Kanada.   Den ligger i North Coast Regional District och provinsen British Columbia, i den sydvästra delen av landet, 3 900 km väster om huvudstaden Ottawa. Arean är 522 kvadratkilometer.
Terrängen på Porcher Island är kuperad. Öns högsta punkt är 874 meter över havet. Den sträcker sig 31,6 kilometer i nord-sydlig riktning, och 32,8 kilometer i öst-västlig riktning.
I omgivningarna runt Porcher Island växer i huvudsak barrskog. Trakten runt Porcher Island är nära nog obefolkad, med mindre än två invånare per kvadratkilometer.